# Eneco Tour 2012
L'Eneco Tour 2012, ottava edizione della corsa, valevole come ventesima prova del UCI World Tour 2012, si svolse in sette tappe dal 6 al 12 agosto 2012 per un percorso di 1 033,8 km. Fu vinto dall'olandese Lars Boom, che concluse in 24h 51' 13".

## Tappe
| Tappa  | Data      | Percorso                              | km     | Vincitore di tappa | Leader cl. generale |
| ------ | --------- | ------------------------------------- | ------ | ------------------ | ------------------- |
| 1ª     | 6 agosto  | Waalwijk (NLD) > Middelburg (NLD)     | 203,9  | Marcel Kittel      | Marcel Kittel       |
| 2ª     | 7 agosto  | Sittard (NLD) (cron. a squadre)       | 18,9   | Orica-GreenEDGE    | Jens Keukeleire     |
| 3ª     | 8 agosto  | Riemst (BEL) > Gand (BEL)             | 188    | Theo Bos           | Jens Keukeleire     |
| 4ª     | 9 agosto  | Heers (BEL) > Bergen op Zoom (NLD)    | 213,3  | Marcel Kittel      | Tom Boonen          |
| 5ª     | 10 agosto | Hoogerheide (NLD) > Aalter (BEL)      | 184,6  | Giacomo Nizzolo    | Tom Boonen          |
| 6ª     | 11 agosto | Ardooie (BEL) (cron. individuale)     | 17,4   | Svein Tuft         | Svein Tuft          |
| 7ª     | 12 agosto | Maldegem (BEL) > Geraardsbergen (BEL) | 207,7  | Alessandro Ballan  | Lars Boom           |
| Totale | Totale    | Totale                                | 1033,8 |                    |                     |

## Squadre e corridori partecipanti
Al via si sono presentate le diciotto squadre del circuito UCI ProTour. Invitate fra le squadre Professional Continental sono l'olandese Argos-Shimano e le belghe Accent.jobs-Willems Veranda's e Topsport Vlaanderen-Mercator.
| N.      | Cod. | Squadra                |
| ------- | ---- | ---------------------- |
| 1-8     | SKY  | Sky Procycling         |
| 11-18   | STB  | Saxo Bank              |
| 21-28   | OPQ  | Omega Pharma-Quickstep |
| 31-38   | RAB  | Rabobank Cycling Team  |
| 41-48   | BMC  | BMC Racing Team        |
| 51-58   | VCD  | Vacansoleil-DCM        |
| 61-68   | LTB  | Lotto-Belisol Team     |
| 71-78   | RNT  | RadioShack-Nissan      |
| 81-88   | AST  | Astana Pro Team        |
| 91-98   | KAT  | Katusha Team           |
| 101-108 | GRS  | Garmin-Sharp           |

| N.      | Cod. | Squadra             |
| ------- | ---- | ------------------- |
| 111-118 | ARG  | Argos-Shimano       |
| 121-128 | LAM  | Lampre-ISD          |
| 131-138 | OGE  | Orica-GreenEDGE     |
| 141-148 | LIQ  | Liquigas-Cannondale |
| 151-158 | MOV  | Movistar Team       |
| 161-168 | ALM  | AG2R La Mondiale    |
| 171-178 | EUS  | Euskaltel-Euskadi   |
| 181-188 | FDJ  | FDJ-BigMat          |
| 191-198 | TSV  | Topsport Vlaanderen |
| 201-208 | ACC  | Accent.jobs         |

## Dettagli delle tappe

### 1ª tappa
- 6 agosto: Waalwijk (Paesi Bassi) > Middelburg (Paesi Bassi) – 203,9 km

Risultati
| Pos. | Corridore      | Squadra       | Tempo    |
| ---- | -------------- | ------------- | -------- |
| 1    | Marcel Kittel  | Argos-Shimano | 5h38'28" |
| 2    | Arnaud Démare  | FDJ-BigMat    | s.t.     |
| 3    | Taylor Phinney | BMC           | s.t.     |

| Pos. | Corridore      | Squadra       | Tempo    |
| ---- | -------------- | ------------- | -------- |
| 1    | Marcel Kittel  | Argos-Shimano | 5h38'18" |
| 2    | Arnaud Démare  | FDJ-BigMat    | a 4"     |
| 3    | Taylor Phinney | BMC           | a 6"     |

### 2ª tappa
- 7 agosto: Sittard (Paesi Bassi) – Cronometro a squadre – 18,9 km

Risultati
| Pos. | Squadra                | Tempo  |
| ---- | ---------------------- | ------ |
| 1    | Orica-GreenEDGE        | 21'08" |
| 2    | Omega Pharma-Quickstep | a 1"   |
| 3    | Katusha Team           | a 2"   |

| Pos. | Corridore           | Squadra | Tempo    |
| ---- | ------------------- | ------- | -------- |
| 1    | Jens Keukeleire     | Orica   | 5h59'37" |
| 2    | Sebastian Langeveld | Orica   | s.t.     |
| 3    | Svein Tuft          | Orica   | s.t.     |

### 3ª tappa
- 8 agosto: Riemst (Belgio) > Gand (Belgio) – 188 km

Risultati
| Pos. | Corridore         | Squadra       | Tempo    |
| ---- | ----------------- | ------------- | -------- |
| 1    | Theo Bos          | Rabobank      | 4h14'49" |
| 2    | John Degenkolb    | Argos-Shimano | s.t.     |
| 3    | Heinrich Haussler | Garmin-Sharp  | s.t.     |

| Pos. | Corridore           | Squadra | Tempo     |
| ---- | ------------------- | ------- | --------- |
| 1    | Jens Keukeleire     | Orica   | 10h14'26" |
| 2    | Sebastian Langeveld | Orica   | s.t.      |
| 3    | Svein Tuft          | Orica   | s.t.      |

### 4ª tappa
- 9 agosto: Heers (Belgio) > Bergen op Zoom (Paesi Bassi) – 213,3 km

Risultati
| Pos. | Corridore        | Squadra       | Tempo    |
| ---- | ---------------- | ------------- | -------- |
| 1    | Marcel Kittel    | Argos-Shimano | 5h11'42" |
| 2    | Jürgen Roelandts | Lotto-Belisol | s.t.     |
| 3    | Giacomo Nizzolo  | RadioShack    | s.t.     |

| Pos. | Corridore           | Squadra     | Tempo     |
| ---- | ------------------- | ----------- | --------- |
| 1    | Tom Boonen          | OmegaPharma | 15h26'06" |
| 2    | Jens Keukeleire     | Orica       | a 1"      |
| 3    | Sebastian Langeveld | Orica       | s.t.      |

### 5ª tappa
- 10 agosto: Hoogerheide (Paesi Bassi) > Aalter (Belgio) – 184,6 km

Risultati
| Pos. | Corridore        | Squadra       | Tempo    |
| ---- | ---------------- | ------------- | -------- |
| 1    | Giacomo Nizzolo  | RadioShack    | 4h10'20" |
| 2    | Jürgen Roelandts | Lotto-Belisol | s.t.     |
| 3    | Manuel Belletti  | AG2R La M.    | s.t.     |

| Pos. | Corridore        | Squadra     | Tempo     |
| ---- | ---------------- | ----------- | --------- |
| 1    | Tom Boonen       | OmegaPharma | 19h36'26" |
| 2    | Jens Keukeleire  | Orica       | a 1"      |
| 3    | Sylvain Chavanel | OmegaPharma | a 2"      |

### 6ª tappa
- 11 agosto: Ardooie (Belgio) – Cronometro individuale – 17,4 km

Risultati
| Pos. | Corridore      | Squadra  | Tempo  |
| ---- | -------------- | -------- | ------ |
| 1    | Svein Tuft     | Orica    | 20'25" |
| 2    | Taylor Phinney | BMC      | a 5"   |
| 3    | Lars Boom      | Rabobank | a 6"   |

| Pos. | Corridore        | Squadra      | Tempo     |
| ---- | ---------------- | ------------ | --------- |
| 1    | Svein Tuft       | Orica        | 19h56'57" |
| 2    | Lars Boom        | Rabobank     | a 4"      |
| 3    | Sylvain Chavanel | Omega Pharma | a 16"     |

### 7ª tappa
- 12 agosto: Maldegem (Belgio) > Geraardsbergen (Belgio) – 207,7 km

Risultati
| Pos. | Corridore         | Squadra  | Tempo    |
| ---- | ----------------- | -------- | -------- |
| 1    | Alessandro Ballan | BMC      | 4h54'16" |
| 2    | Lars Boom         | Rabobank | a 2"     |
| 3    | Francisco Ventoso | Movistar | a 6"     |

| Pos. | Corridore        | Squadra      | Tempo     |
| ---- | ---------------- | ------------ | --------- |
| 1    | Lars Boom        | Rabobank     | 24h51'13" |
| 2    | Sylvain Chavanel | Omega Pharma | a 26"     |
| 3    | Niki Terpstra    | Omega Pharma | a 49"     |

## Evoluzione delle classifiche
| Tappa              | TVincitore         | Classifica generale Maglia bianca | Classifica punti Maglia rossa | Classifica giovani Maglia nera | Classifica a squadre   |
| ------------------ | ------------------ | --------------------------------- | ----------------------------- | ------------------------------ | ---------------------- |
| 1ª                 | Marcel Kittel      | Marcel Kittel                     | Marcel Kittel                 | Pablo Urtasun                  | BMC Racing Team        |
| 2ª                 | Orica-GreenEDGE    | Jens Keukeleire                   | Marcel Kittel                 | Pablo Urtasun                  | Orica-GreenEDGE        |
| 3ª                 | Theo Bos           | Jens Keukeleire                   | Heinrich Haussler             | Laurens De Vreese              | Orica-GreenEDGE        |
| 4ª                 | Marcel Kittel      | Tom Boonen                        | Marcel Kittel                 | Laurens De Vreese              | Orica-GreenEDGE        |
| 5ª                 | Giacomo Nizzolo    | Tom Boonen                        | Giacomo Nizzolo               | Laurens De Vreese              | Orica-GreenEDGE        |
| 6ª                 | Svein Tuft         | Svein Tuft                        | Giacomo Nizzolo               | Laurens De Vreese              | Orica-GreenEDGE        |
| 7ª                 | Alessandro Ballan  | Lars Boom                         | Giacomo Nizzolo               | Laurens De Vreese              | Omega Pharma-Quickstep |
| Classifiche finali | Classifiche finali | Lars Boom                         | Giacomo Nizzolo               | Laurens De Vreese              | Omega Pharma-Quickstep |

## Classifiche finali

### Classifica generale - Maglia bianca
| Pos. | Corridore            | Squadra      | Tempo     |
| ---- | -------------------- | ------------ | --------- |
| 1    | Lars Boom            | Rabobank     | 24h51'13" |
| 2    | Sylvain Chavanel     | Omega Pharma | a 26"     |
| 3    | Niki Terpstra        | Omega Pharma | a 49"     |
| 4    | Alberto Contador     | Saxo Bank    | a 55"     |
| 5    | Luke Durbridge       | Orica        | s.t.      |
| 6    | Jonathan Castroviejo | Movistar     | a 58"     |
| 7    | Svein Tuft           | Orica        | a 1'00"   |
| 8    | Michał Kwiatkowski   | Omega Pharma | a 1'05"   |
| 9    | Sebastian Langeveld  | Orica        | a 1'07"   |
| 10   | Jan Bakelants        | RadioShack   | a 1'13"   |

### Classifica a punti - Maglia rossa
| Pos. | Corridore         | Squadra       | Punti |
| ---- | ----------------- | ------------- | ----- |
| 1    | Giacomo Nizzolo   | RadioShack    | 62    |
| 2    | Marcel Kittel     | Argos-Shimano | 60    |
| 3    | Heinrich Haussler | Garmin-Sharp  | 56    |
| 4    | Jürgen Roelandts  | Lotto-Belisol | 50    |
| 5    | Taylor Phinney    | BMC           | 47    |

### Classifica combattività - Maglia nera
| Pos. | Corridore           | Squadra       | Punti |
| ---- | ------------------- | ------------- | ----- |
| 1    | Laurens De Vreese   | Topsport Vl.  | 58    |
| 2    | Pablo Urtasun       | Euskaltel     | 27    |
| 3    | Gert Dockx          | Lotto-Belisol | 25    |
| 4    | Sjef De Wilde       | Accent.jobs   | 22    |
| 5    | James Vanlandschoot | Accent.jobs   | 20    |

## Punteggi UCI
| Pos. | Corridore            | Squadra       | Punti |
| ---- | -------------------- | ------------- | ----- |
| 1    | Lars Boom            | Rabobank      | 106   |
| 2    | Sylvain Chavanel     | Omega Pharma  | 80    |
| 3    | Niki Terpstra        | Omega Pharma  | 70    |
| 4    | Alberto Contador     | Saxo Bank     | 60    |
| 5    | Luke Durbridge       | Orica         | 50    |
| 6    | Jonathan Castroviejo | Movistar      | 40    |
| 7    | Svein Tuft           | Orica         | 36    |
| 8    | Michał Kwiatkowski   | Omega Pharma  | 21    |
| 9    | Sebastian Langeveld  | Orica         | 10    |
| 10   | Giacomo Nizzolo      | RadioShack    | 8     |
| 10   | Jürgen Roelandts     | Lotto-Belisol | 8     |
| 12   | Theo Bos             | Rabobank      | 6     |
| 12   | Taylor Phinney       | BMC           | 6     |
| 12   | Alessandro Ballan    | BMC           | 6     |
| 15   | Arnaud Démare        | FDJ-BigMat    | 5     |
| 16   | Jan Bakelants        | RadioShack    | 4     |
| 17   | Heinrich Haussler    | Garmin-Sharp  | 3     |
| 17   | Manuel Belletti      | AG2R La M.    | 3     |
| 19   | Francisco Ventoso    | Movistar      | 2     |
| 19   | Tom Boonen           | Omega Pharma  | 2     |
| 21   | Adam Blythe          | BMC           | 1     |
| 21   | Alexander Kristoff   | Katusha       | 1     |
| 21   | Lieuwe Westra        | Vacansoleil   | 1     |
| 21   | Adriano Malori       | Lampre-ISD    | 1     |
| 21   | Nick Nuyens          | Saxo Bank     | 1     |
| 21   | Marco Marcato        | Vacansoleil   | 1     |

| Pos. | Squadra                     | Punti |
| ---- | --------------------------- | ----- |
| 1    | Omega Pharma-Quickstep      | 173   |
| 2    | Rabobank Cycling Team       | 112   |
| 3    | Orica-GreenEDGE             | 96    |
| 4    | Team Saxo Bank-Tinkoff Bank | 61    |
| 5    | Movistar Team               | 42    |
| 6    | BMC Racing Team             | 13    |
| 7    | RadioShack-Nissan           | 12    |
| 8    | Lotto-Belisol Team          | 8     |
| 9    | FDJ-BigMat                  | 5     |
| 10   | AG2R La Mondiale            | 3     |
| 10   | Garmin-Sharp                | 3     |
| 12   | Vacansoleil-DCM             | 2     |
| 13   | Katusha Team                | 1     |
| 13   | Lampre-ISD                  | 1     |

| Pos. | Nazione     | Punti |
| ---- | ----------- | ----- |
| 1    | Paesi Bassi | 193   |
| 2    | Spagna      | 102   |
| 3    | Francia     | 85    |
| 4    | Australia   | 53    |
| 5    | Canada      | 36    |
| 6    | Polonia     | 21    |
| 7    | Italia      | 19    |
| 8    | Belgio      | 15    |
| 9    | Stati Uniti | 6     |
| 10   | Regno Unito | 1     |
| 10   | Norvegia    | 1     |